# 安達瓜區

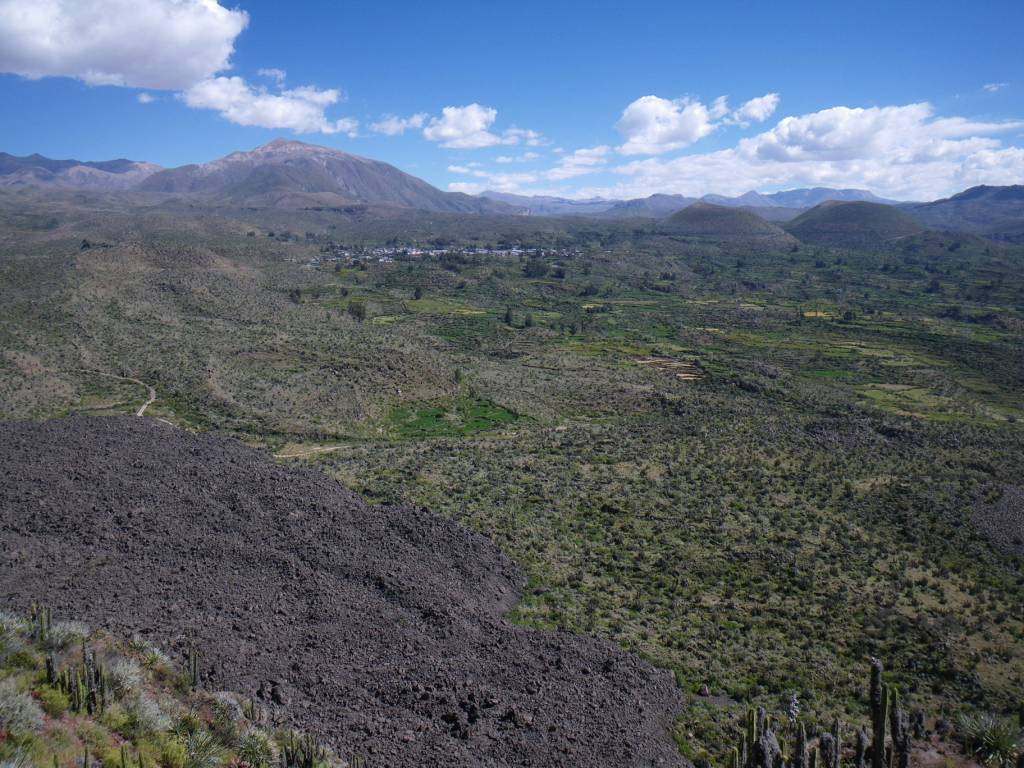

安達瓜區（西班牙語：Distrito de Andagua），是秘魯的一個區，位於該國南部阿雷基帕大區的卡斯蒂利亞省，面積480.74平方公里，海拔高度3,587米，2005年人口1,251，人口密度每平方公里2.6人。